# Laubwaldkomplex „In den Eichen“
Koordinaten: 50° 56′ 15″ N, 7° 31′ 22″ O
Das Naturschutzgebiet Laubwaldkomplex „In den Eichen“ liegt auf dem Gebiet der Stadt Wiehl im Oberbergischen Kreis in Nordrhein-Westfalen.
Das aus zwei Teilflächen bestehende Gebiet erstreckt sich südwestlich der Kernstadt Wiehl und nördlich von Elsenroth, einem Ortsteil der Gemeinde Nümbrecht, zu beiden Seiten der Landesstraße L 95. Am südöstlichen Rand des Gebietes verläuft die L 350.

## Bedeutung
Das etwa 52,7 ha große Gebiet wurde im Jahr 2013 unter der Schlüsselnummer GM-112 unter Naturschutz gestellt. Schutzziele sind der Erhalt und die Entwicklung eines Landschaftskomplexes mit ausgedehnten Laubwaldbeständen in vielfältigen Altersstrukturen mit Quellen als regional bedeutende, typische Lebensräume bedrohter Tier- und Pflanzenarten.